# Marigny-l'Église
Marigny-l'Église è un comune francese di 336 abitanti situato nel dipartimento della Nièvre nella regione della Borgogna-Franca Contea.

## Società

### Evoluzione demografica
Abitanti censiti